# Вагон метро типу Ем
Вагони метрополітену типу Ем та похідних від нього були розроблені Митищинським машинобудівним заводом у другій половині 1960-х років.
Вагони метро типу Е мали змінене в порівнянні з вагонами типу Д відстань між бічними розсувними дверима і тому не підходили для станцій закритого типу Ленінградського метрополітену. Крім того, вагони типу Е не були обладнані системою автоведения для точнішої зупинки на таких станціях. У зв'язку з цим Митищинський машинобудівний завод перепроектував вагони типу Е, створивши три нових типи вагонів: головні вагони типу Ема (заводське позначення 81-705), обладнані апаратами автоведения системи ПМСАУП і пристроями прийому сигналів від шляхових датчиків; хвостові вагони типу Емх (заводське позначення 81-706), що мають тільки пристрої для включення і виключення апаратів автоведения головних вагонів; проміжні вагони типу Ем (заводське позначення 81-704). У вагонів всіх трьох типів були збережені кабіни управління. Дослідний склад з головного вагона Ема № 3704, проміжних вагонів Ем № 3701, 3702 і хвостового вагона ЕМХ № 3705 був виготовлений заводом в грудні 1966 року.

## Модифікації

### Ем-501, Ема-502 та Емх-503
Вагони метрополітену типу Ема-502 розроблені 1969 року. Окрім Петербурзького метро експлуатуються і на Святошинсько-Броварській лінії Київського метрополітену.